# Алакюла (Кастре)
А́лакюла (ест. Alaküla) — село в Естонії, у волості Кастре повіту Тартумаа.

## Населення
Чисельність населення на 31 грудня 2011 року становила 7 осіб.

## Географія
Поблизу населеного пункту проходить автошлях 22262 (Гааслава — Аадамі — Унікюла).

## Історія
До 24 жовтня 2017 року село входило до складу волості Гааслава.